# Terence Hanbury White
Terence Hanbury White (forfatterpseudonym T. H. White), (29. maj 1906 i Bombay, Indien - 17. januar 1964 i Piræus (Athen), Grækenland) var en engelsk forfatter, bedst kendt for sine Arthur romaner.

## Udvalgt bibliografi
- Maria og lilleputterne, 1949
- Da kongen var knægt, 1964
- Kong Arthur på Camelot : Den vanskabte ridder ; Den flakkende kærte, 1980
- Kong Arthur på Camelot : Sværdet i stenen ; Luftens og mørkets dronning, 1980
- Merlyns bog : den ikke tidligere offentliggjorte afslutning om Kong Arthur på Camelot, 1983
- Kong Arthur på Camelot ; Merlyns bog, 1997

1. ↑  Navnet er anført på svensk og stammer fra Wikidata hvor navnet endnu ikke findes på dansk.